# Премия имени Валентина Пикуля
Междунаро́дная пре́мия имени В. С. Пикуля — литературная премия имени Валентина Саввича Пикуля.
Премия присуждается литераторам и общественным деятелям, которые сохраняют, развивают и обогащают традиции в отечественной литературе, заложенные В. С. Пикулем за художественные, публицистические и научно-популярные произведения героико-патриотической направленности, рассказывающие о ярких страницах Государства Российского.

## История
Литературная премия имени Валентина Пикуля была учреждена в 1993 году — Международной ассоциации (союза) писателей-баталистов и маринистов. Инициатором учреждения премии был Юрий Александрович Виноградовов (1927—2015) — советский и российский писатель и военный журналист, главный редактор журнала «Советский воин» (1982—1987), с 1990 года — президент Международной ассоциации писателей-баталистов и маринистов. Называлась премия — Международной литературной премии союза писателей-баталистов и маринистов имени Валентина Пикуля. С 1996 года до 2003 премия не выдавалась. С 2004 года, с появлением нового учредителя издательства «Вече» премия стала ежегодной и стала называться — Международная премия имени Валентина Пикуля.
При присуждении премии вручается лауреатская медаль с изображением В. С. Пикуля (до 2004 года имела синюю ленту, после красную), диплом и денежный приз.

## Учредители
- Союз писателей России
- Международная Ассоциация писателей баталистов и маринистов[2][3]
- Военно-Морской Флот Российской Федерации
- Издательство «Вече»

## Цели и задачи
Увековечение памяти писателя и поощрения литераторов, сохраняющих, развивающих и обогащающих традиции, заложенные им в отечественной исторической и героико-патриотической литературе.

## Номинации премии
Премия присуждается ежегодно в трёх номинациях:
- Художественные произведения (романы, повести, рассказы).
- Публицистические и научно-популярные произведения.
- За большой вклад в развитие и пропаганду исторической и героико-патриотической литературы.

## Процедура присуждения
Приём произведений, выдвинутых на соискание премии, производится ежегодно до 1 апреля. Принимаются произведения, опубликованные на русском языке в год, предшествующий году награждения.
Итоги работы и решение наградной комиссии оглашаются в день рождения В. С. Пикуля — 13 июля.

## Лауреаты
1994 год
- Юрий Николаевич Пахомов (Носов) — за романы и документальные произведения, посвященные славным страницам военной истории России.[4]
- Владимир Виленович Шигин — за исторический роман «Чесма»[5]

1995 год
- Юрий Александрович Виноградов — за крупные произведения военной прозы и драматургии.

2004 год
- Владимир Карпов — писатель
- Георгий Васильевич Свиридов
- Алексей Шишов — историки
- Владимир Григорьевич Егоров — губернатор Калининградской области

2006 год
- Борис Никитович Корда — за романы, повести и рассказы, посвящённые военно-исторической тематике;
- Александр Николаевич Боханов — за научно-популярные издания, посвящённые военной истории Отечества;
- Михаил Петрович Ненашев — за общественную деятельность в поддержку ВМФ России;
- Владимир Васильевич Масорин — за сохранение военно-морских традиций России;

2007 год:
- Михаил Матвеевич Годенко — за романы, воспевающие военно-морскую славу России;
- Олег Геннадьевич Гончаренко — за популяризацию военно-морской истории Отечества (Монографии по истории белого движения)
- Владимир Александрович Юдин — за исследование творчества Валентина Пикуля;
- Ефим Михайлович Крепак — за популяризацию творчества Валентина Пикуля и активную общественную деятельность.

2008 год:
- Николай Михайлович Коняев — за книгу «Подлинная история Дома Романовых»

2009 год
- Алесь Пашкевич (Александр Александрович Пашкевич) (Белоруссия) — за роман «Площадь Свободы» («Пляц волі»).
- Валерий Николаевич Казаков — за роман «Тень гоблина».
- Александр Николаевич Плотников — за произведения, посвященные истории Военно-морского флота России
- Олег Геннадьевич Игнатьев — за исторические произведения, продолжающие традиции и заветы В. Пикуля
- Кристина Валерьевна Якушева — за вклад в сохранение и обработку архивов В. Пикуля

2010 год:
- Михаил Григорьевич Орешета — за произведения, посвященные морякам Северного флота.
- Игорь Вячеславович Ватолин — за цикл публикаций о жизни и творчестве В. С. Пикуля.
- Алла Игоревна Бегунова — за романы и документальные произведения, посвященные славным страницам военной истории России.
- Виктор Григорьевич Смирнов — за романы и публицистические произведения, продолжающие традиции русской исторической прозы.

2011 год:
- Владимир Васильевич Сорокажердьев — за книгу «Не вернулись из боя».
- Булат Адиетович Шакимов — за книгу «Что там, за далью?».

2013 год
- Александр Алексеевич Лапин — за роман «Русский крест»[15]

2014 год:
- Алекс Бертран Громов — за исторические исследования, оригинальную интерпретацию событий отечественной истории в цикле произведений «Terra Imperium» (опубликован в сборнике «Империум») и популяризацию книги в России;
- Игорь Яковлевич Болгарин -за историческую эпопею в восьми томах «Адъютант его превосходительства»;
- Павел Платонович Бойко — за многолетнюю, многогранную общественную деятельность и высокое художественное творчество, проявленное в изобразительном искусстве — маринистике.

2016 год:
- Владимир Александрович Торин — за книгу «Амальгама».
- Михеенков Сергей Егорович — за цикл романов о войне[19]
- Карташов Николай — за вклад в отечественную культуру и литературу[20]

2017 год:
- Михаил Владимирович Крупин — за исторические романы, продолжающие традиции Валентина Пикуля.

2018 год:
- Владимир Ростиславович Мединский — за роман «Стена» 2012 года о событиях Смутного времени.
- Канта Хамзатович Ибрагимов — за роман-исследование «Академик Петр Захаров»
- Юрий Михайлович Лощиц — за роман «Дмитрий Донской».

2019 год
- Александр Борисович Кердан — за исторические романы о Русской Америке, продолжающие и развивающие традиции В. С. Пикуля.